# Nazária
Nazária é um município brasileiro do estado do Piauí. É o município mais novo do estado do Piauí e o segundo que mais cresce em população no estado.

## História

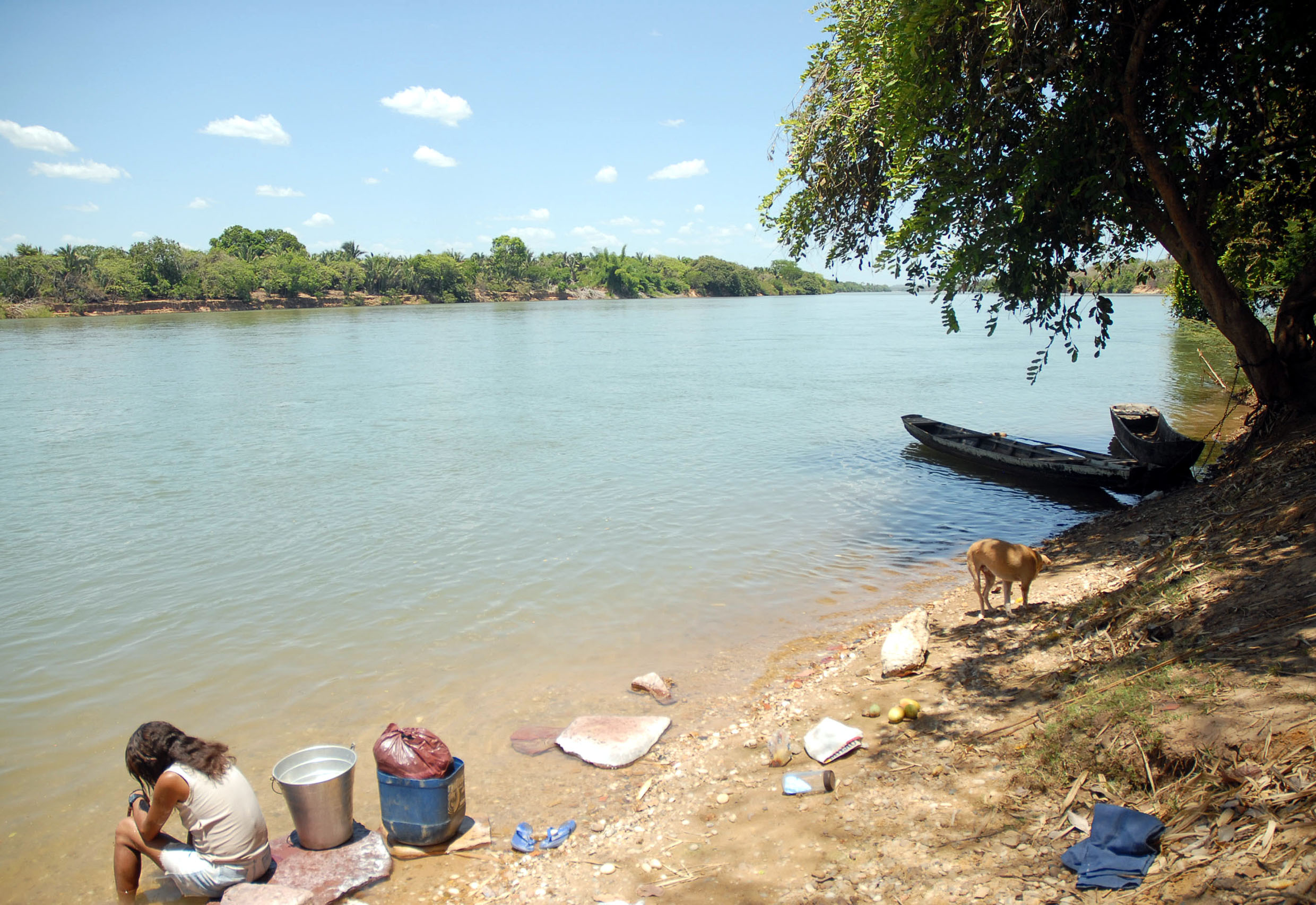
Mulher lava roupa no rio Parnaíba

Nazária foi emancipada politicamente em 1993 do município de Teresina, logo após aprovação em plebiscito realizado neste mesmo ano. Sendo elevada à categoria de município e distrito com a denominação de Nazária, pela lei estadual n° 4810 de 14 dezembro de 1995; cuja sede dista de Teresina cerca de 30 quilômetros. Devido a problemas jurídicos, o estatuto do novo município só foi definido em 2005 depois de decisão em última instância no Supremo Tribunal Federal.
De acordo com o censo do IBGE de 2010, a localidade tem cerca de 8.039 habitantes. Conforme o Tribunal Regional Eleitoral do Piauí (TRE-PI), o eleitorado do município era de 8.806 eleitores em 2011. Em 1 de janeiro de 2009, o município de Nazária foi instalado oficialmente com sua administração local composta por prefeito e vereadores eleitos em 2008.